# Opinião Liberal

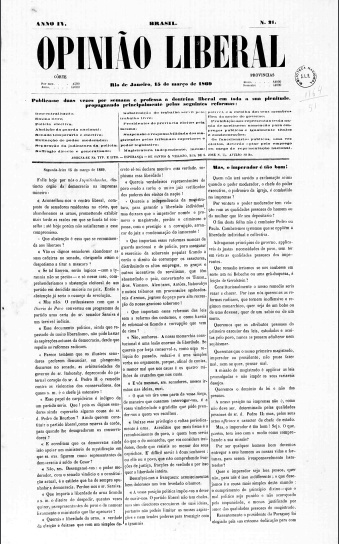
Original do Opinião Liberal (1869).

Opinião Liberal foi uma publicação periódica (jornal) de caráter político publicada no Rio de Janeiro, capital do Império do Brasil, entre 1866 e 1870. Um dos porta-vozes do liberalismo brasileiro, tornou-se a publicação oficial do Clube Radical, sob a liderança do jornalista Francisco Rangel Pestana.

## Contexto
O jornal era caracterizado como uma publicação pequena, de caráter opinativo, partidário e doutrinário, que expunha os embates políticos do Brasil de então. Foi fundado em 21 de abril de 1866 pelos advogados Francisco Rangel Pestana, José Leandro de Godói e Vasconcelos e José Luiz Monteiro de Souza, pelo padre Marcus Neville e pelo deputado Henrique Limpo de Abreu (MG). Entre seus maiores colaboradores estava Teófilo Ottoni. Sua data de fundação marca o aniversário da Inconfidência Mineira, movimento de caráter liberal e republicano, ideias inspiradoras para os discursos ali publicados.

## Características

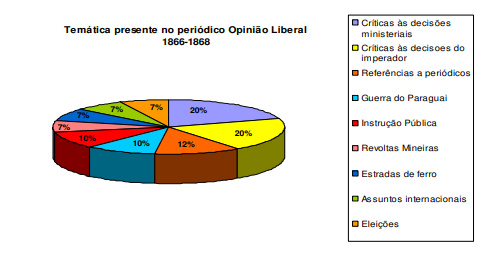
Principais temáticas do Opinião Liberal (1866-1868).

Utilizando uma linguagem direta e irônica, o periódico publicava discussões parlamentares e decisões ministeriais, acompanhadas de suas opiniões e apontamentos, fazendo oposição tanto à Liga Progressista (situação), quanto ao Partido Conservador (oposição). Para isso, o jornal se utilizava de uma narrativa baseada nos feitos passados do Partido Liberal, como o Ato Adicional de 1834 e as Revoltas Liberais de 1842, em uma clara visão teleológica da História enquanto "entidade" que ensinaria e guiaria os passos dos liberais brasileiros rumo ao futuro. Em suas páginas, a liberdade de imprensa era defendida de forma ferrenha.
A partir de 1868, o periódico foi adquirido pelo Clube Radical, grupo dissidente do antigo Partido Liberal, passando a publicar os temas e os discursos das chamadas Conferências Radicais (1869), palestras que debatiam temas considerados importantes para o país, como a descentralização administrativa, a reforma eleitoral e a escravidão.

## Encerramento
Seu último número foi publicado em 1870, quando o Clube Radical foi convertido em "Clube Republicano".
Apesar de historicamente liberal e, posteriormente, radical, o Opinião Liberal publicava anúncios de leilões e venda de escravizados, tal qual outros periódicos da época.